# Travel Digest
Travel Digest je český lifestylový časopis zaměřený na cestování. Vychází od začátku roku 2006, od roku 2022 magazín vydává společnost Luxury Guide International s r. o.; Travel Digest vychází 2x ročně a šéfredaktorkou je Jitka Krulcová.

## Popis časopisu
Travel Digest má historii delší než dvacet let a aktuálně vychází jako pololetník. Je doma v nejprestižnějších plážových resortech světa, prozkoumává metropolitní lifestyle hotspoty a málo známé nové destinace a mikrodestinace, ale vyzná se i na dobrodružných výpravách do džunglí, pouští nebo za polární kruh. Základem magazínu jsou autentické reportáže z nejkrásnějších a nejzajímavějších míst planety, recenze nejprestižnějších restaurací současnosti nebo těch, které na toto označení aspirují, a insider novinky ze světa daleko za hranicemi všedních dní. Nechybí ani solitérní interview s předními cestovateli.  